# Kanton Le Bourg-d'Oisans
Le Bourg-d'Oisans is een voormalig kanton van het Franse departement Isère. Het kanton maakte deel uit van het arrondissement Grenoble. Het werd opgeheven bij decreet van 18 februari 2014, met uitwerking op 22 maart 2015, waarbij alle gemeenten werden opgenomen in het nieuwe kanton Oisans-Romanche.

## Gemeenten
Het kanton Le Bourg-d'Oisans omvatte de volgende gemeenten:
- Allemond
- Auris
- Besse
- Le Bourg-d'Oisans (hoofdplaats)
- Clavans-en-Haut-Oisans
- Le Freney-d'Oisans
- La Garde
- Huez
- Livet-et-Gavet
- Mizoën
- Mont-de-Lans
- Ornon
- Oulles
- Oz
- Saint-Christophe-en-Oisans
- Vaujany
- Vénosc
- Villard-Notre-Dame
- Villard-Reculas
- Villard-Reymond